# Lore (2012)
Lore ist ein deutsch-australischer Spielfilm von Cate Shortland aus dem Jahr 2012 nach Rachel Seifferts Novelle Die dunkle Kammer mit Saskia Rosendahl in der Titelrolle. Der Film wurde auf dem Internationalen Filmfestival von Locarno im August 2012 uraufgeführt. Kinostart in Deutschland war am 1. November 2012.
Lore wurde zum australischen Beitrag für die Kategorie Bester fremdsprachiger Film bei der Oscarverleihung 2013 ausgewählt, gelangte aber nicht in die engere Auswahl.

## Handlung
Als 1945 das Kriegsende unausweichlich wird, erlebt die Familie eines deutschen Nazipaares große Irritationen, welche uns aus der Perspektive der fünf Kinder erzählt werden. Der Vater ist unerwartet von der Front angereist und drängt zur Flucht vor den anrückenden Amerikanern. In einer Nacht-und-Nebel-Aktion wird die Familie mit einem Militärlastkraftwagen in eine Schwarzwälder Berghütte verbracht. Doch auch hier fühlen sich die Eltern nicht sicher. Der Vater verschwindet alsbald wieder und die Mutter tritt ebenfalls die Flucht an, um einer Verhaftung zu entgehen. Sie lässt die jüngeren Kinder in der Obhut ihrer etwa 16-jährigen ältesten Tochter Lore (Hannelore) zurück. Dieser erteilt sie den Auftrag, sich mit den Geschwistern zum nächsten Bahnhof zu begeben, um von dort mit dem Zug über Hamburg nach Husum weiterzureisen, von wo aus sie über das Watt das Haus der dort lebenden Großmutter erreichen sollen.
Doch es stellt sich heraus, dass keine Züge mehr fahren, und so müssen sich die Kinder zu Fuß auf die ungefähr 900 km lange Reise begeben. Sie lassen alles überflüssige Gepäck zurück und schlagen sich mit Betteln sowie dem Tausch der letzten Wertgegenstände gegen Lebensmittel durch. Trotz der extremen Umstände scheinen sich die Kinder nach einigen Tagen ganz gut zurechtzufinden. 
Unterwegs lauscht Lore immer wieder der ungläubigen Diskussion über die von den Alliierten aufgedeckten Zustände in den deutschen KZs. Auf von den Alliierten plakatierten Fotos aus einem KZ erkennt Lore unter den abgebildeten Aufsehern ihren Vater. Im Laufe der Geschichte wird ihr immer klarer, dass er nicht – wie ihr glauben gemacht – ein Kriegsheld ist, sondern womöglich schlimme Verbrechen begangen hat.
Unterwegs begegnet Lore mehrmals einem einzelgängerischen jungen Mann, der sie zu verfolgen scheint. Als die Geschwister in eine amerikanische Kontrolle geraten, taucht der Fremde plötzlich auf und rettet die Kinder aus der ungewissen Situation, indem er sich als ihr Bruder Thomas ausgibt und seine jüdischen Papiere vorzeigt. Offenbar ist er eben aus einem Konzentrationslager befreit worden. 
Von nun an begleitet Thomas die Familie. Das Verhältnis zwischen ihm und Lore ist gespannt. Sie hat durch ihre Erziehung in Nazideutschland eine tiefe Abneigung gegen Juden und möchte außerdem lieber weiter allein die Verantwortung für ihre Geschwister tragen. Doch der stille Fremde wird ihr ein unentbehrliches Gegenüber und mit ihm zusammen nehmen sie im sozialen Gefüge der kleinen Familie allmählich die Rollen von Mutter und Vater ein. Eine komplizierte Liebesgeschichte entspinnt sich zwischen den beiden.
An einem Fluss, den sie überqueren müssen, findet sich keine intakte Brücke. Lore trifft einen alten Angler, der über ein Boot verfügt, und versucht ihn zur Hilfe beim Übersetzen zu gewinnen. Doch sie hat kein Geld und muss ihm sexuelle Dienste anbieten, um an ihr Ziel zu gelangen. Thomas schleicht sich dazu und erschlägt den Mann kurzerhand. Von diesem plötzlichen Gewaltausbruch ist Lore dermaßen schockiert, dass sie unmittelbar nach der gelungenen Flussüberquerung versucht, sich umzubringen. Thomas verhindert das. An der Zonengrenze wird einer der beiden ca. 5-jährigen Zwillingsbrüder von alliierten Soldaten erschossen, die in ihm einen illegalen Grenzübertreter gesehen haben. Da die Gruppe selbst in Gefahr ist, von den Soldaten aufgespürt zu werden, haben sie keine Möglichkeit, sich um den sterbenden Bruder zu kümmern. Hochgradig traumatisiert ziehen sie weiter.
In der britischen Besatzungszone fährt nun wieder die Eisenbahn und Thomas will die Familie verlassen. Lore kann ihn überreden, bei ihr und den anderen zu bleiben. Auf der anschließenden Bahnfahrt kontrollieren Soldaten die Pässe, und Thomas stellt fest, dass er den seinen verloren hat. Er muss den Zug überstürzt verlassen und es bleibt dem jungen Paar keine Zeit für einen Abschied. Auf der Überfahrt über das Watt gesteht der noch lebende Zwillingsbruder, er habe Thomas die Papiere gestohlen, damit er die Kinder nicht verlassen kann. Lore entdeckt mit ihm zusammen, dass Thomas eine falsche Identität angenommen hatte. Im Haus der Großmutter sind die Kinder erst einmal geborgen und versorgt. Doch Lore hat auf ihrer Reise die Schrecken des Dritten Reichs erkannt und kann nicht akzeptieren, dass die Großmutter diese leugnet („Deine Eltern haben nichts Falsches getan.“). In einem Akt der Rebellion bricht sie am Ende des Films mit ihrem alten Leben.

## Kritik
„Lore ist ein aufwühlender Film, der nichts beschönigt, niemanden reinwäscht oder entschuldigt, aber auch keine eindimensionalen Urteile fällt, sondern viele Fragen in den Raum stellt. Die Zerrissenheit der 15-Jährigen, ihre Ohnmacht, ihr Schmerz, dem sie mit absoluter Härte zu begegnen versucht, wie aber auch ihr verzweifeltes Festhalten an den ihr beigebrachten Wertvorstellungen wird bemerkenswert authentisch gespielt von der jungen Hallenserin Saskia Rosendahl […].“

## Auszeichnungen
- Prädikat „Besonders wertvoll“ der Deutschen Film- und Medienbewertung[6]
- Internationales Filmfestival von Locarno 2012: Publikumspreis Prix du Public UBS
- 23. Stockholm International Film Festival: „Bester Film“, „Beste Darstellerin“ (Saskia Rosendahl), „Beste Bildgestaltung“ (Adam Arkapaw), „Beste Musik“ (Max Richter)[7]
- Hessischer Filmpreis 2012, „Bester Spielfilm“
- 57. Semana Internacional de Cine de Valladolid: „Beste Nachwuchsregie“
- Filmfest Hamburg 2012: Preis der Hamburger Filmkritik
- Tromsø Internasjonale Filmfestival 2013: Aurora (Hauptpreis im Wettbewerbsprogramm)
- Bayerischer Filmpreis 2012 für die Filmmusik an Max Richter
- AACTA Award an Saskia Rosendahl als beste Nachwuchsdarstellerin[8]
- Deutscher Filmpreis 2013 in Bronze in der Kategorie „Bester Spielfilm“, drei weitere Nominierungen (Kamera/Bildgestaltung, Kostümbild, Filmmusik)